# Los Milagros del Miedo
Os Milagres do Medo es un lugar situado en la parroquia de Vide, del concello de Baños de Molgas, comarca de Allariz-Maceda, en la provincia de Orense, Galicia, España.

## Patrimonio
El Santuario de Nuestra Señora de los Milagros del Monte Medo es un templo religioso situado en el monte del mismo nombre. Celebra su romería el 8 de septiembre.
Del templo primitivo se conserva una linterna ubicada en los jardines del santuario. La iglesia actual fue construida por orden del obispo de Ourense, y fue rematada en 1771. Fue coronada en 1963 por el papa Pablo VI, siendo declarada Monumento Histórico Artístico Nacional en 1982.
Está rodeada de una balaustrada, y cuenta con cuatro torres. Tiene tres entradas con su respectiva hornacina, dedicadas a la Virgen María y sus padres, San Xoaquín y Santa Ana en los laterales. El templo tiene planta de tres naves separadas por columnas. En el exterior hay siete capillas con escenas del Via Crucis. Desde 1869 está a cargo de la orden de los Padres Paúles.